# ATCvet code QI03
ATCvet code QI03 مرتبط با سیستم ایمنی بز کوهی زیرگروهی درمانی از سیستم طبقه‌بندی شیمیایی درمانی آناتومیک برای محصولات دامپزشکی است. این سیستمِ متشکل از کدهای حرفی‌عددی را سازمان جهانی بهداشت برای طبقه‌بندی داروها و سایر تولیدات پزشکی در حوزهٔ دامپزشکی ایجاد کرده است. زیرگروه QI03 جزوی از گروه آناتومیک QI مرتبط با سیستم ایمنی است.
ممکن است نسخه‌های ملی از طبقه‌بندی ATC حاوی کدهای اضافه‌ای باشند که در این فهرست (نسخهٔ سازمان جهانی بهداشت) نیامده باشند.

## QI03Aبز

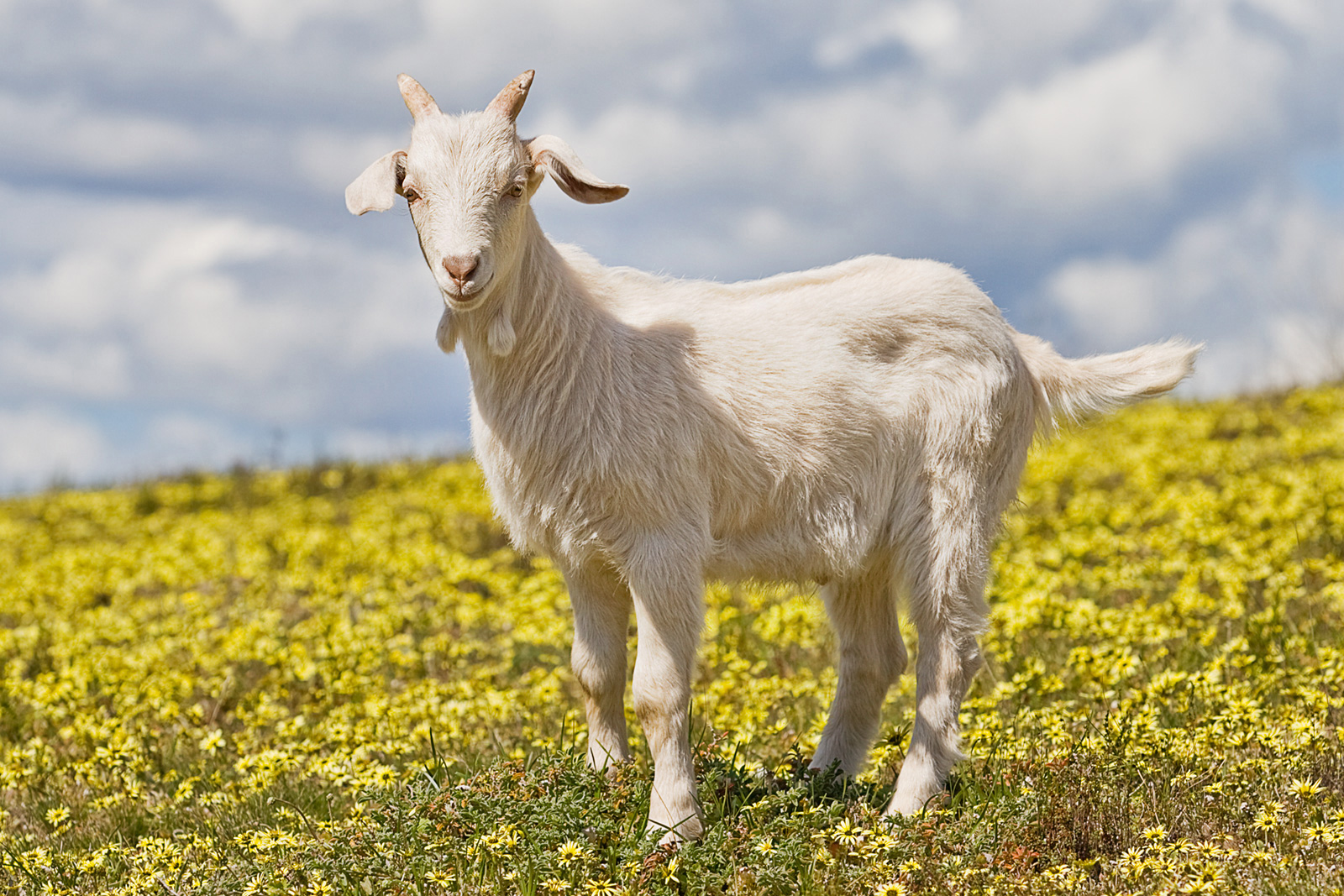

### QI03AA Inactivated viral vaccines
گروه خالی

### QI03AB Inactivated bacterial vaccines (including mycoplasma, toxoid and chlamydia)
QI03AB01 مایکوباکتریوم

### QI03AC Inactivated bacterial vaccines and antisera
گروه خالی

### QI03AD Live viral vaccines
گروه خالی

### QI03AE Live bacterial vaccines
QI03AE01 Mycobacterium

### QI03AF Live bacterial and viral vaccines
گروه خالی

### QI03AG Live and inactivated bacterial vaccines
گروه خالی

### QI03AH Live and inactivated viral vaccines
گروه خالی

### QI03AI Live viral and inactivated bacterial vaccines
گروه خالی

### QI03AJ Live and inactivated viral and bacterial vaccines
گروه خالی

### QI03AK Inactivated viral and live bacterial vaccines
گروه خالی

### QI03AL Inactivated viral and inactivated bacterial vaccines
گروه خالی

### QI03AM Antisera, immunoglobulin preparations, and antitoxins
گروه خالی

### QI03AN Live parasitic vaccines
گروه خالی

### QI03AO Inactivated parasitic vaccines
گروه خالی

### QI03AP Live fungal vaccines
گروه خالی

### QI03AQ Inactivated fungal vaccines
گروه خالی

### QI03AR In vivo diagnostic preparations
گروه خالی

### QI03AS Allergens
گروه خالی

### QI03AT Colostrum preparations and substitutes
گروه خالی

### QI03AU Other live vaccines
گروه خالی

### QI03AV Other inactivated vaccines
گروه خالی

### QI03AX Other immunologicals
گروه خالی

## QI03X Capridae, others
گروه خالی

## Notes
1. ↑  The WHO named this subgroup "Immunologicals for Capridae" despite the fact that there is no zoological family of that name. Goats belong to the family گاوان and the subfamily بزسانان.